# Now You See Inside
| Recensione | Giudizio |
| ---------- | -------- |
| AllMusic   |          |

Now You See Inside è il primo album in studio del gruppo musicale statunitense SR-71, pubblicato il 20 giugno 2000 dalla RCA Records.

## Tracce
1. Politically Correct – 3:19 (Mitch Allan)
2. Right Now – 2:47 (Mitch Allan, Butch Walker)
3. What a Mess – 3:42 (Mitch Allan, Mark Beauchemin, Jeff Reid)
4. Last Man on the Moon – 3:47 (Mitch Allan, Kevin Kadish)
5. Empty Spaces – 4:28 (Mitch Allan, John Shanks)
6. Another Night Alone – 3:33 (Mitch Allan, Mark Beauchemin, Jeff Reid)
7. Alive – 4:12 (Mitch Allan, Mark Beauchemin)
8. Fame (What She's Wanting) – 2:46 (Mitch Allan, John Shanks)
9. Go Away – 4:20 (Mitch Allan)
10. Non-Toxic – 4:04 (Mitch Allan)
11. Paul McCartney – 5:25 (Mitch Allan, Dan Garvin, Jeff Reid)

## Formazione
- Jeff Reid – basso, cori
- Dan Garvin – batteria, percussioni, cori
- Mark Beauchemin – chitarra, tastiere, cori
- Mitch Allan – chitarra, voce

## Classifiche
| Classifiche (2000) | Posizione massima |
| ------------------ | ----------------- |
| Stati Uniti        | 81                |